# 80号州际公路加利福尼亚州段
80号州际公路（英語：Interstate 80，I-80）加利福尼亚州段是始于旧金山的东西方向主要高速公路，它经由舊金山-奧克蘭海灣大橋连接了奥克兰，然后往北到达萨克拉门托，再向东北方向翻越内华达山脉后到达内华达州边界。